# スタースクリーム
スタースクリーム（Starscream） は、タカラトミーとハズブロのロボット玩具シリーズ「トランスフォーマー」（以下TF）に登場する架空の人物。数々のシリーズでその名が使用され、デストロン（Decepticons）軍団の中核であり野心家としての位置付けで登場することが多い。

## 戦え!超ロボット生命体トランスフォーマー
- 声を担当したのは英語版がクリス・ラッタ、日本語版が鈴置洋孝。
- クラシックプリテンダーの玩具CMではビクター・カロリーが担当。
- ビーストウォーズで声を担当したのは英語版がダグ・パーカー、日本語版が矢尾一樹。
- 企画段階では女性戦士となる予定だった。

### 性格・特徴
デストロン航空参謀かつ軍団のナンバー2であり、自称「ニューリーダー」を名乗る野心家。
白地に赤のラインが入ったボーイング F-15 イーグルに変形する。リーダーであるメガトロンに対し、事あるごとに反逆を繰り返しており、デストロンの覇権掌握を目論む。元は科学者で、サイバトロンとデストロンとの戦争が始まる前は惑星探査に従事していたが、戦争のスリルを好みデストロンのメンバーになった。加入した動機にしては本質的に臆病だが、キザでうぬぼれが強く、狡賢いゆえに、己の能力に強い自信を抱いており、現在の地位に不満を持っているものの、メガトロンの能力の高さの前に忸怩たる、憤懣やる方ない思いを抱いている。
仲間からは一定の評価は得ているものの、自分が失敗したり、ピンチに陥ると、その責任をすぐ仲間に擦りつける卑怯な性格ゆえに軽んじられているのが常であり、人望があるとは言い難い。そのため、ジェットロン部隊のリーダーであるにもかかわらず、部下や他のデストロンたちからそう思われていない節が見られる。ただ、口のうまさを生かして、脅迫、恫喝など様々な手で、ようやく相手を丸め込んで命令している。一方で旧友のスカイファイアーに対しては、行方不明になった時は探し回り、「俺がデストロンのリーダーになったらお前をナンバー2にしてやる」と語るなど、ある程度は友情を持っている模様。
調子に乗りやすい性格はメガトロンに似ているが、利益を真っ先に自分が得ようとしたり、危険な作業や重労働を仲間に押し付けようとしたり、優秀なメンバーを弾き出そうとする態度や行動が見えたり。しかし、6世紀の世界から戻って来た際にメガトロンを懐かしがり、第54話「ブルーティカスの攻撃」では宇宙を飛行中に偶然セイバートロン星から追放されたレーザーウェーブと出会い、前回自身がけなしていたはずのレーザーウェーブの救援要請を承諾するなど調子のいい面も見られる。軍団全体の利益よりも私利私欲を優先させるため、メガトロンに比べ仲間からの評価は良くないだけではなく、そのことが原因でサイバトロン勢を圧倒していても、デストロン側が自滅して敗北に繋がるケースも多い。ザ・ムービーでは負傷した同型の仲間（サンダークラッカーとスカイワープ）を宇宙へ追放している。
メガトロンに反逆してはいつも失敗し、「この愚か者めが!!」と逆襲され、そのたびに「どうか、お許しを…」と卑屈に謝り通し、一応制裁は受けるものの、命や役職までは奪われずに、大抵はそれだけで許される。スタースクリームのナンバー2の反逆児というキャラクター性は、後の様々なシリーズに受け継がれていった。
元科学者・探検家ということもあり、創意工夫という点ではデストロンの中では優れている。中世にタイムトラベルした時には、現地調達した材料（現地民から奪った財宝、炭、鳩の糞など）で発電機と黒色火薬を作り出してエネルギーと武器を補充することに成功し、また捨てられていた兵器からコンバットロンを造り、さらに反乱を起こした際の安全装置を付けるなどぬかりない点を見せている。
その一方で物事を実証する面では大いに問題があり、せっかく集めたエネルギーを利用して砲塔の実射試験を行ってメガトロンの叱責を受けたり、綿密な実験を繰り返すメガトロンに「まだやるんですか?」とぼやいた挙句、余計な行動であわや計画が失敗するということがよくある。また、人間たちから強奪したエレクトロ・セルの稼働に慎重だったメガトロンの警告を軽視して、装置を実験稼働させた結果、爆発事故を起こしてしまい、「まったくこのスタースクリームめ!!」と激怒させたこともある。
さらにもう一方で危険予知能力にも優れ、作戦の危険性や問題点を発見し、実際に指摘した通りになるのだが、日頃の反逆行為が災いし、それをメガトロンに進言しても無視されてしまい、メガトロンがようやく言葉の正しさに気づいたころには既に手遅れになっている。また、メガトロンが同盟関係にあったアトランティス王ナーギルに闇討ちされかけたのに気づいて阻止したものの、サイバトロンの攻撃を受けた上、事情を理解していないメガトロンに叱責されてしまった。
両腕に装備しているレーザー銃から機械を麻痺させるナルビームを発射する。戦車を爆発させる効果を見せたこともある。また、胸にミサイルランチャーを備え、クラスターボムを射出し（第63話「インカの秘宝」）、この二つの武器は戦闘機に変形した状態でも使用可能。第10話「セイバートロン星の掟」では能力を自分に移したメガトロンがクラスターボムも使ったが、光線のような描写だった。
劇中ではナルビームに関して誇示する発言も口にすること（第17話「ナイトバードの影」他）から、なかなかの自信を持っているが、メガトロン相手には「へなへなレーザー」と呼ばれてしまい、あまり通用しない模様（第53話「スタースクリーム軍団」）。ナルビームは手に持って発射することも可能（第3話他）で、他には腕の一部を展開し、三連装でミサイルを発射したこともあり（第13話「リジェの裏切り」）、右手の人差し指から人間の手から銃を落とすビームを発射したこともあった（第27話「メガトロン地球征服作戦PARTII」）。
戦闘機に変形した状態での巡航速度はマッハ2.8とデストロン最速を自称する（テックスペックによると、少なくともジェットロン内では最速）。他にも第2話でパチンコ型の武器を使用し、武器ではないが、腕を引き込んで、ドリル（電動ドリルの刃のようなもの）や（第49話「デバスターを倒せ!」）、やっとこ型のマニピュレーター（第48話「恐怖のコズミックルスト」）を出す機能も披露している。また、ビークルモードでは、下部から空輸用のアンカーを射出できる。
またナルシストで、容姿にも自信があり、アニメ版においてその顔は同型のジェットロンより色黒である。また、自分のクローンを見て（勇敢さなどについてより前に）「こんなにハンサムとは我ながら驚き」という感想を述べたこともある。
劇中では、スタースクリームの実力に対する評価は高い傾向にある。コレクション版スタースクリームに付属しているファイルカードには、メガトロンの「野心を煽ると実力を発揮する」という旨のコメントが記載されており、また劇中では「だからいつまで経ってもナンバー1にはなれんのだ」とのセリフが登場し、これらのことから、メガトロンから「優れた実力を持っているが、ナンバー2止まりの男」と評価されている模様。しかし、ユニクロン戦争後である2010初期のデストロン（スタースクリーム、レーザーウェーブが戦死、ガルバトロンが行方不明、サイクロナス、サウンドウェーブのような優秀な参謀は存命の状態）のわずかなエネルゴンを奪い合う惨状を見るにデストロン内では貴重な戦略ができる指揮官だったといえる。
スタースクリームに遭遇したマイスターが「相手にとって不足はない」と述べており、敵方であるサイバトロンからも高い評価がなされていることがうかがえる。また、同じく航空機に変形するエアーボットたちからは「スピードはぴか一でテクニックもかなりのもの。スマートだし機転だって利く」と評された（第60話「ひきおこされた戦争」）。ただし第13話「リジェの裏切り」ではクリフ/CLIFJUMPERのトリックに二度も騙され、挙句クリフから「こんな単純な手に引っかかるのはお前くらい」と馬鹿にされ、クロミアからは「臆病なのは相変わらず」、コンボイからは「相変わらず口だけは威勢がいい」（スクランブルシティ発動編）と言われており、臆病な性格や詰めの甘さもよく知られていることも匂わせている。
吹き替えでの原語版では、コメディアンであったクリス・ラッタによる調子のいい剽軽口調であるものの、相手を口巧みに利用する小狡い印象があるが、日本語での鈴置洋孝による吹き替え版では、そうした原語版とは少々異なり、演者の声質と、上述のように自分がハンサムだという自惚れも強調され、「ニヒルな二枚目」というイメージが付いている。その一方でサイバトロンに劣勢になって命乞いしたり、メガトロンの怒りに触れて恥も外聞も無く許しを乞う「三枚目のヘタレ」という印象も加えており、原語版よりもさらにキャラクターとしてのアクと個性が強まる結果となった。

### 活躍
アニメではコンボイ、メガトロンに次ぐ高い登場回数を誇り、メガトロンとの権力闘争を繰り広げるが、常に失敗に終わり、第1話でサイバトロンを復活させてしまったという失態を犯した。
第57話（英語版では第13話）「スカイファイアーの再生」において温厚な科学者スカイファイアー/Jetfireとの旧交、前身が語られた。
『ザ・ムービー』ではまた裏切りの行為をして、再起不能な瀕死のダメージを負ったメガトロンを同容態のインセクトロン・ジェットロンともども放擲し、遂に念願のリーダーになったもののセイバートロン星にて戴冠式を挙げている途中、ユニクロン/Unicronに強化改造されたガルバトロン/Galvatronに強襲され、SFガンの一撃によりボディーが灰色に変色した後に、崩れ落ちるように粉々になって死亡した。
しかし『2010』で幽霊となり再登場した。他のトランスフォーマーに憑依することが可能で、第7話「スタースクリームの幽霊」で初登場し、サイクロナス/Cycronusに取り憑いてオクトーン/Octornと共謀し、第16話「スタースクリーム復活」ではスカージ/Scourge、アストロトレイン/Astrotrain、ラナバウト/Runabout、ダイナザウラー/Trypticonといったデストロン兵たちに憑依して巧みに操った。ユニクロンと取引しボディを作らせてようやく復活するも、サイバトロンが仕組んだエネルゴンキューブの爆発により宇宙空間に飛ばされ、ガルバトロンらの銃撃を受けながらいずこかへと消えた。
海外版の展開では、『G-2』以前にアクションマスター化が確認されている。また、ファミリーコンピュータ用ゲームソフトで1986年発売の『トランスフォーマー コンボイの謎』では、第2面と第7面に登場する。倒すと、1ステージ先までワープすることができるが、ゲームでの配色はオリジナルとは大きく異なっている。（黄色と白という'''サンストーム/Sunstorm'''を彷彿とさせるカラーリング）
タイムパラドックスにより『ザ・ムービー』『2010』とは関連性のあるパラレルワールドと位置づけられている『バイナルテック』では存命しており、地球攻撃指揮官の任に就いている。また、『キスぷれ』では、例によって幽霊の状態で登場し、生身の人間の少女である当梨（あたり）や人間型コンピューターのテレトラン15（いちご）に評して身体を支配している。この当梨にとりついた状態は「あたりスクリーム」として、限定フィギュア化された。この状態でのテックスペックは体力1、知力7、速度1、耐久力1、地位9、勇気8、火力1、技能5と、著しく弱い。後にDr.アーカビル（マスターピースに固定フィギュアとして付属）によってF-15Eに変形する新しいボディに生まれ変わっている。
初代（G1）と同一世界である『ビーストウォーズ 超生命体トランスフォーマー』では初代ガルバトロンに処刑された後の霊体（スパーク）が、宇宙を彷徨っているうちに時空を越えて惑星エネルゴアに辿り着く形で登場した。ワスピーター/Waspinertorに取り憑きデストロンを乗っ取ろうとするが、『ザ・ムービー』などでのスタースクリームの数多くの裏切りや虚言などの所業は未来のTFであるビースト戦士たちにも伝えられており、結局失敗して再び宇宙に消えていった。初代（G1）から長い時が経過しても、相変わらず自惚れ屋で傲慢な性格だったが、劣勢になると命乞いをしたり、能力はあっても信頼できない相手と軽んじられる人望の無さもまったく変わらなかった。
そして『ビーストウォーズメタルス 超生命体トランスフォーマー』では、スタースクリームが他のTFと異なり幽霊として存在できる原因として「不死身のスパーク」を持つとされており、その不死性を再現したスパークを持つ実験体「プロトフォームX」（ランページ/Warlord）を生み出す実験がサイバトロンで行われるなど、スタースクリームの存在や行動は後世に長く伝えられ影響を及ぼしたことが明らかになっている。

#### コミック版での活躍

##### 戦え!超ロボット生命体トランスフォーマー ザ☆コミックス
テレビマガジン版トランスフォーマーの第1話から登場。エネルギー強奪のために仲間のジェットロンと共に東京を襲撃、先発隊として待機していたメナゾールと共にサイバトロンを窮地に追い込むが、高速道路を利用した攻撃に敗れる。
第2作『超ロボット生命体物語ザ☆トランスフォーマー』の第4話では彼の幽霊がクインテッサ星人と結託して、彼らが作ったトランスフォーマー・巨銃兵士ギルトールに憑依。ガルバトロンと手を組んだ振りをし、デストロンのニューリーダーになることを宣言するがロディマスコンボイ、ガルバトロンの前に敗れた。

##### その他
ケイブンシャの大百科別冊『戦え!超ロボット生命体トランスフォーマー2010』に掲載された『最強のトランスフォーマーは』ではメガトロンとともにガルバトロンにより復活させられたという設定で登場、デストロン側の7人のメンバーとしてバトルロイヤルに参戦。登場直後、ロディマスを敵対視していた。サイクロナスとの連携でチャーを倒し、襲い掛かってきたウィーリーを足をつかみ、場外に落とす。その直後、ウィーリーの仇と攻撃してきたブラーをスカージとともに挟み撃ちにするが、避けられてしまいスカージと激突（スカージは場外）。4対4となった後はレックガーを倒し、ロディマスとウルトラマグナスを追い詰めた。メガトロンから攻撃するように命令されるが、スタースクリームはメガトロンに反発。メガトロンの怒りを買い、場外に落とされてしまった。

### 玩具
元は『ダイアクロン』のジェット機ロボ 超高速戦闘タイプの仕様変更品。TFでは1985年6月に「22」のナンバーを与えられて発売。86年11月ごろにはメガトロンとのセット箱「グッドバイメガトロン」も発売された。86年12月に絶版となる。開発担当は大野光仁。
2001年に『トランスフォーマー 復刻版』として復刻、e-Hobby限定でブラック・ゴーストバージョンの2体セットも発売された。2003年『トランスフォーマー コレクション9』ではアニメに準拠した彩色になり、ワルサーP38形態のメガトロンが同梱。『トランスフォーマー アンコール』にて「04」と何度も復刻されている。
玩具は塗装変更品として、スカイワープ/Skywarp、サンダークラッカー/Thundercrackerが登場し、さらに主翼などを変更したダージ/Darge、ラムジェット/Ramjet、スラスト/Thrustも発売された。これらの初代（G1）玩具を縮小、簡略化した『極小変形』版も登場し、スタースクリームとラムジェットがラインナップされた。
マイクロマスターではプリテンダーとして発売。日本でも1989年にマイスター、バンブル、グリムロックと共に「ヒーローセット」として発売。この時の役職は航空宇宙司令官となっている（これは、海外版の役職である『Aerspace Commander』を直訳した物）が、地位の値は初代と同じ。
『アクションマスター』では陸上攻撃兵として戦闘機に搭乗。後に同型のサンダークラッカーも発売された（日本未発売）。
1993年に始まったG2では初代玩具色替えしたスタースクリームとラムジェットが発売され、ナルビームの部分が新規変更された他、ライト・サウンドギミックのバックパックを背部に搭載することが出来た（日本未発売）。
『マシンウォーズ』ではスカイクウェイクの仕様変更品として発売（日本未発売）。
『ロボットマスターズ』にて新規開発。「RM-12」のナンバーを与えられ発売。手のパーツが本体に格納できるように改善されている。また胸部には劇中で1回だけ使われたミサイルランチャーを展開。後にロボットマスターズ最終商品で、色違いとして限定ブラックバージョンや、スカイワープとサンダークラッカーがセットで発売された。
『マスターピース』にて高価版の「MP-03」が2006年に登場、F-15に対地攻撃能力を付加したバリエーションであるF-15Eに変形。機種選定の理由は、変形機構上、戦闘機形態の下面にできる不自然な凸凹をコンフォーマル・フューエル・タンクで解消するためといわれている。デザインは河森正治で、デザイナーの航空機知識を活かした造形となったが、カラーリングなどによってユーザーからの賛否が分かれた。G1に準拠したカラーリングに変更したものが2008年にUSAエディションとして販売、さらに2011年にはe-Hobby限定で、全身クリア仕様の2010での幽霊となった姿のゴーストバージョンとして発売された他、ロボットマスターズ同様に塗装と表情を変更されたスカイワープやサンダークラッカーが発売された。Dr.アーカビルのフィギュアが付属。
マスターピース版は2012年に、より初代（G1）アニメに近づけた仕様変更がなされた「MP-11新破壊大帝スタースクリーム」が発売。MP-03版やUSAエディション版よりもアニメ準拠のデザインとカラーになり、各部も改修されている。ザ・ムービーでの戴冠式で見せたマントと肩当て、王冠も付属し、それらを装備させることも可能。Dr.アーカビルフィギュアに変わり、実写版第1作のスタースクリームが見せたコクピットにホログラムのダミーパイロットを創り出すシーンを参照にした、クリアボディのホログラムパイロットフィギュアも同梱され、塗装変更品のサンストーム/SUNSTORMと、後にはマントや王冠などをオミットしたアシッドストーム/ASSIDSTORMが限定発売された。
『タイタニウム』ではThe War Withinの設定で発売。こちらも同型キャラクターにサンストームがいる。『EZコレクション』にもラインナップされ、スカイワープ、サンダークラッカーも加わった。
この他日本オリジナルとしては、変形出来ない代わりに可動を重視した海洋堂のリボルテックのシリーズにも登場、コンボイ、メガトロン、ホットロディマスと共に発売されたが、こちらではコンボイのリカラー版のウルトラマグナスが追加されたものの、スカイワープとサンダークラッカーは登場しなかった。
海外の『クラシックス』の同形玩具が、日本展開の『変形!ヘンケイ!トランスフォーマー』でラインナップされている。日本国内では2008年発売。これまでの玩具と同じく、スカイワープとサンダークラッカーも登場した。
「トランスフォーマー ジェネレーションズ』では、サンダークラッカーの色換え品のスタースクリームがスカイワープと共に登場した後、メトロマスタークラスで発売。メガトロンがチョップシップとのセットになったのと同じに、スタースクリームは実写版のようなビークルモードだが、ロボットモードでは初代（G1）のような配色とスタイルになり、ワスピネーター（ワスピーター）とセットになって登場した。他に『トランスフォーマークラウド』ではジェネレーション版のブリッツウイングの頭部とカラー変更版として登場し、リデコ品とはいえ、始めて3段変形するスタースクリームとなった。

### その他の玩具
トランスフォーマーガム
カバヤから発売。組み立て式の軟質プラ樹脂ミニプラモ。シリーズ第1弾にラインナップ。整形色の都合上カラーリングが異なる（赤と黒でスラストのような配色）。
デストロン軍団22セット
セブンより発売された塩ビ人形セットに付属。
スーパーコレクションフィギュア トランスフォーマー ジェネレーション1
彩色済みコレクションフィギュア。ACT-1「出撃!サイバトロン編」にラインナップ。
MYCLONE TRANSFORMERS #1
ブロックタイプのディフォルメフィギュア。シリーズ第1弾にラインナップ。ナンバーは「MTF003」。
トランスフォーマーG1
カバヤより発売。モノクロのボトルキャップフィギュア。全12種類+シークレット2種類。ナンバーは「D-2」。
トランスフォーマー ヒストリーコレクション -1st-
カバヤより発売。彩色済みボトルキャップフィギュア。全6種類+シークレット1種類。
極小変形トランスフォーマー
変形可能な縮小版。シリーズ第1弾にラインナップ。ナンバーは「GTF03」。
サントリーコーヒーボス トランスフォーマーオリジナルフィギュア
デストロン側のラインナップ。全10種類。

## ビーストウォーズII
デストロン機甲部隊の航空参謀として登場。本作品は国内においてG1から続くシリーズと同一世界観上にあるという舞台設定だが、初代ビーストウォーズに登場した霊体の初代スタースクリームとは別人である。顔立ちも歴代のスタースクリームとは異なっており、コンボイの顔立ちに近い（他のスタースクリームの顔に鼻があるのに対し、彼のみマスクがある）。
オネエ言葉で話し、初代（G1）に登場した同名のキャラと違いガルバトロンには忠誠を誓っているが、ガルバトロンの弟で副将のメガストームのことを快く思っておらず、地位が下のデストロン兵士ダージとスラストを口先で丸め込んで利用する。ジェット機に変形し、合体可能なパートナーBB（ビービー）の尊敬を得ているなど、新たな設定とこれまでの作品の特色の一部が混じったキャラクターとなり、最後まで裏切ることはなかった。後にサイボーグサメに変形するヘルスクリームとしてパワーアップする。
声優は高橋広樹。高橋広樹は後年、『アニメイテッド』でオプティマスプライム（コンボイ）を演じた際、「現場でスタースクリームと呼ばれるとつい反応してしまう」と語っている。

### 玩具（ビーストウォーズII）
元の玩具は『G-2』のドレッドウイングに同梱していたスモークスクリーンの流用（BBはそのままドレッドウイングを流用）。1998年3月に「D-13 スタースクリーム&BB」として発売。ビッグホーンとのセット箱「VS-13 2対1の対決」も発売されている。流用元の開発担当は江島多規男。
ヘルスクリームは『ビーストウォーズ』のサイバーシャークの仕様変更を行った国内オリジナル製品であり、10月に「D-23」のナンバーを与えられて発売。

## マイクロン伝説〜ギャラクシーフォース
「マイクロン三部作（海外ではユニクロン三部作）」と呼ばれる、設定をリセットされた新シリーズにて登場したスタースクリームについて記述。英語版の声優は三部作共にマイケル・ドブソンだが、『アルマダ』のゲーム版のみマット・ヘザリントンが担当。
en:Starscream (Unicron Trilogy)

### マイクロン伝説
破壊大帝メガトロンの右腕である航空参謀。日本語版は山野井仁が担当。旧作同様にプライドが高く野心家であるが、正々堂々とした真っ向勝負を好む、パートナーのマイクロンたちを大事にしマイクロンからも慕われる、卑劣な行動を嫌ったりするなどといった若々しい武人としての側面が付与された。また、彼の左翼を変形させたウィングブレードや、この作品に登場するマイクロンたちが合体して生まれるスターセイバーを使った活躍から、剣の達人というイメージが固定化された。なお、スーパーリンクではクリムゾンブレード、ギャラクシーフォースではバーテックスブレードという剣を用いており、このイメージは受け継がれている。なお、他のシリーズのスタースクリームと区別するため、海外でのタイトルを引用して「アルマダスタースクリーム」と呼ばれることが、『トランスフォーマー レジェンズ』で判明している。
初代（G1）のスタースクリームと異なり、野心からメガトロンを倒そうとしたり蹴落とそうとすることは無く、基本的にメガトロンとデストロンに忠実な戦士である。
一回目の裏切りは、メガトロンからはマイクロンを渡されない理不尽な八つ当たりをされるなどぞんざいに扱われ続けたことでメガトロンへの不満が蓄積し、そこをダブルフェイスが利用して両者を焚き付け、メガトロンに感情のままに真っ向から怒りをぶつけ倒そうとした。この裏切りはメガトロンに正面から叩き潰された。
二回目の裏切りは、メガトロンとスラストの立てた作戦により戦場に取り残され見捨てられた怒りと、その後かろうじて帰還した後にスラストの自分を潰そうとする思惑と、それを笑って受け取るメガトロンの会話を聞いたことで、メガトロンへの憎しみが爆発、メガトロンへの復讐のためにデストロンを脱退し、サイバトロンに身を寄せ、メガトロンと敵対した。その際コンボイや、ホットロッド、地球人のアレクサ/Alexisをはじめとする子供たちと親交を結び、またサイバトロンたちと共に戦うことで、最初は馴染めなかったもののサイバトロンの「平和」に対する考え方を感じ、愛情と友情、正義の心に目覚め始める。メガトロンに対する憎しみの心も消えかかっていたが、その消えかかる憎しみと武人としてのプライドをスラストに指摘され、サイバトロンや子供たちへの裏切りに葛藤しながらもデストロンに復帰（三回目で、今度はサイバトロンへの裏切りといえる）するが、それ以後デストロンに属し敵対しながらもサイバトロンや地球の子供たちへの自責の念に苦しみ続けた。
四回目の裏切りはユニクロンの存在と脅威を思い知り、ユニクロンを倒すために信頼の置けるコンボイ率いるサイバトロンとメガトロン率いるデストロンの同盟の必要性を痛感するが、同盟ではなくコンボイを倒しサイバトロンも支配してユニクロンと戦おうとするメガトロンと対立、メガトロンを倒して自らがデストロンのリーダーとなってサイバトロンと同盟を結び戦うと宣言してメガトロンに挑んだ。しかし、その真意はメガトロンを倒すのでなく「コンボイ率いるサイバトロンとメガトロン率いるデストロンの同盟」の実現のために自らの命をかけてメガトロンを説得しようとしていた。一騎討ちの末の斬り合いで、わざとメガトロンに斬られ、その信念と覚悟をメガトロンに伝え、最後にユニクロンに一撃を加え、ユニクロンの落雷により消滅。その反撃で消え去ることでメガトロンの心を動かした。ウィングブレードが墓標のように残った。スタースクリームの死はアレクサとラッドはもちろんのこと、自分たちを裏切ったスタースクリームに憎しみを抱いたカルロス、ビリー、ジム地球の子供たちも悲しみ、メガトロンも彼の命を掛けた信念と死に心動かされ、デストロンの仲間を引き連れ、コンボイたちサイバトロンと共にユニクロンと戦うことを選択した。そして、この第48話「決死（しんねん）」は唯一タイトルコールがされなかった特別仕様となっていた。
この作品のスタースクリームは、自身より実力が高いもののことを素直に認め、また自分より優れているものを策略で蹴落とそうとする姿勢は見られない。特にメガトロンに対しての裏切りはメガトロンへの尊敬への裏返しであり、死の直前にはメガトロンに「あなたは、私にとって、最高の戦士」「あなたに、認めてもらいたかった……それだけかも知れません」と言っている。またメガトロンも実はスタースクリームにあえて辛くあたることでその能力や心を育てようとしており、スタースクリームの死後は、いつか自分を超えることを願っていた想いを吐露し、スタースクリームが死んだ原因であるユニクロンへの怒りを顕わにするなど、デストロン流の師弟関係とも言える関係が示された。

#### 玩具（マイクロン伝説）
日本では2002年12月27日に「MD-02」のナンバーを与えられて発売。玩具はパートナーマイクロンはグリッド / SWINDLEが付属。2003年9月10日に「MD-09」のナンバーを与えられて、「スタースクリームS（スーパーモード）」が発売、パートナーマイクロンもスパークグリッドに変更されている。サイズは共に海外版の基準でマックスコン（MAXCON）。

### スーパーリンク
クインテッサ星人アルファQが、破壊されたユニクロン内部に浮かぶスパークから再生した戦士、航空戦闘兵 ナイトスクリーム / StarScreamとして登場。名前の通り英語版では前作と同一人物だが、日本版は劇中では明確に描写されなかったため、ユニクロンへの総攻撃の際に体内で撃墜された飛行艇に乗っていたデストロンの一人とも考えられる。日本語版は飛田展男が担当。
中途半端な再生により、逆に実体を消すことの出来る幽霊のような能力を持つ。ガルバトロンの暗殺が使命だったが、捕縛される。その精神を解析したガルバトロンは旧知の人物（誰であるかは明言していない）であったことに驚き、忠実な部下として洗脳したため、その後は誰よりもガルバトロンに忠実な兵士として戦った。後に第41話で忠誠の証として浴びたスーパーエネルゴンの力により、ナイトスクリームR（リバース） / Energon Starscreamにパワーアップし、ハイパーモードへの変形も可能になった。太陽に接近した際に、他の再生・転生戦士と共に頭痛を訴え、その後は若干言動が荒っぽくなっているが、最後までガルバトロンに付き従い、共にエネルゴンの太陽の中に消えていった。
マイクロンのスタースクリームが正々堂々とし慈愛の心を持つ点でスタースクリームとしては異質なら、彼はリーダーに対し絶大な忠誠心を持つという点で異質なスタースクリームといえる。

#### 玩具（スーパーリンク）
2003年12月27日に「SD-01」のナンバーを与えられて発売。2004年9月29日に「SD-19」のナンバーを与えられて「ナイトスクリームR」が発売された。エネルゴンウェポンのエナジートルネードが付属。サイズは共に海外版の基準でデラックスクラス。

### ギャラクシーフォース
マスターメガトロンの右腕である。海外版では『マイクロン伝説』のスタースクリームや『スーパーリンク』のナイトスクリームと同一人物であるのだが、日本版では全くの別人である。独特の形状をしたジェット機に変形する（強化後のスーパースタースクリームも同様）。武器はナル光線キャノンとレーザーガンとスターショット（スターショットはビークルモード時のみ使用）。一人称は「私」で、偶に「俺」（漫画版では一貫している）になる。日本語版は黒田崇矢が担当。
冷酷非道な野心家でありながらも、戦闘においてもかなりの実力を持ち、純粋に覇権を狙っている。様々な惑星に勢力が分散されたのをいいことに、報告を捻じ曲げたり、プラネットフォースの所在を示したマップを隠し持ったりと、さらなる力を自ら得ることに執着した。己の力に絶大な信頼を置き、真っ向勝負の戦いを好むが、目的のために地球人の少年であるコビーを二度も殺そうとするなど、マスターメガトロン（後のマスターガルバトロン）と同様に手段を選ばない非道な一面も見せた。
地球では第24話でマスターメガトロン（後のマスターガルバトロン）たちを宇宙空間に幽閉し（ランドバレット（後のアームバレット）はガスケットにどつかれたおかげで宇宙空間に幽閉されなかったため、一時的に動きを封じられずに済んだ）、一時的に動きを封じたと同時に地球デストロンのリーダーとなり、第26話でライガージャック（ジャックショットの強化形態）に左肩のバーテックスブレードを折られ、サイバトロンからプラネットフォースが3つ付いたチップスクエアを強奪したことを契機にデストロンを裏切りデストロンを裏切り、第30話でチップスクエアに秘められたプライマスのスパークを吸収することで巨大化し、『トランスフォーマー ザ・ムービー』において初代スタースクリームが被っていたものと酷似したデザインの王冠を頭部に被り、スーパースタースクリーム（Supream Starscream）にパワーアップし、他のトランスフォーマーの数倍以上はあろうかという巨大なボディと地球の大陸一つを破壊できるほどの強大な力と強固なバリアと超能力を入手したものの、完璧にコントロールするのに時間が掛かり、プライマス並みに大きくなったり、逆に小さくなったりすることがよくあった。
第31話では圧倒的な強さを見せつけ、サイバトロンを苦戦させるが、ギャラクシーコンボイとソニックボンバーがリンクアップしたソニックコンボイに敗北し、その後、セイバートロン星での戦いで乗っ取った戦艦アトランティスを拠点にサイバトロン、マスターメガトロン率いるデストロンと三つ巴の戦いを展開するも、第33話ではプライマスにも何度も戦いを挑み、ベクタープライムにマップを奪い返され、第38話ではプライマスの放ったエネルギー波を直接吸収し、自らも惑星サイズに巨大化し、プライマスと戦い、不完全な状態では有利に戦うが、完全に起動した彼に手も足も出ずに敗北し、ギガロニアではサイバトロン、デストロンより遅れて到着し、第42話でコビーの弟であるバドとマイクロンチームのホップとバンパーを奪還しようとするサイバトロンと激突するが、アトランティス内部に留まっていたのが仇となり、ブレンダルのセメント漬けによって逆に幽閉され、ノイズメイズも自身の目的のために活動しようと離脱したことで孤立してしまい、第46話でついに脱出に成功し、ギガロニアのプラネットフォースを後一歩のところまで手を伸ばしたが、最初にギガロニアのプラネットフォースの力で巨大化したガードシェルに敗北し、続く第47話でマスターガルバトロン（マスターメガトロンの強化形態）と直接対決をし、終始優勢だったが、両者互角に全力を込めた一撃のぶつかり合いで敗北を喫し、シーンは無いものの王冠が頭部から分離し、スタースクリームに戻り、ファイヤースペースに飛ばされて生存した（なお、ベクタープライムは最初から死んでいないと明言した）。第51話でマスターガルバトロン（マスターメガトロンの強化形態）が見た幻影（ビジョン）にノイズメイズとサウンドウェーブ（共に台詞はない）と共にスーパースタースクリームの姿で現れ、彼の奮起を促すような言葉を投げかけ、その際に頭部から分離した王冠は彼によって握り潰された。
最終話である第52話ではファイヤースペースでソニックボンバーに発見された。その後のエピローグではファイヤースペースで現れた彼とガードシェルとデモリッシャーと戦う様子が描かれたが、足だけの状態で登場したため、左肩の「バーテックスブレード」は修復したのか（もしくはライガージャック（ジャックショットの強化形態）に折られたまま）、バーテックスキャノンのままになっているのかどうかは不明になっている。
スタースクリームはフォースチップを背部（ロボットモード時に挿入）にイグニッションすることで、両肩から「バーテックスブレード」（第5話から発動）、スーパースタースクリームはフォースチップを肩部（ロボットモード時に挿入）にイグニッションすることで、右肩から引き続き「バーテックスブレード」、左肩から第26話の地球での戦いでライガージャック（ジャックショットの強化形態）に折られたバーテックスブレードに代わって新たに「バーテックスキャノン」が出現する（ただし、ビークルモードでは発動不可能になっている）。必殺技はバーテックスブレード展開時に刀身を横に振りかぶり、突風状の衝撃波を起こし、相手を吹き飛ばす「バーテックスストーム」。
スーパースタースクリームは第2期エンディング映像では第29話までシルエットだったが、第30話から解禁した。オープニング映像では第38話から登場し、演出は炎が上がった後に現れ、その後のアップは右目は紫色だったが、左目が光っていた。また、退場後の第48話以降の映像でも引き続き登場し、終了後のジャンクションでは第47話で担当した。第9話、第37話、第40話から第41話、第43話から第45話は未登場（ただし、オープニング映像とエンディング映像には登場）。
漫画版では第2話、第4話、第5話、第7話、第8話、最終話である第9話まで登場。第8話でスーパースタースクリームにパワーアップしたが、最終話である第9話の地球での決戦にてソニックコンボイに倒された。
肩書きはどちらも航空参謀。
データは全長は4.2m、重量は5.4tで、スーパースタースクリームにパワーアップした後はどちらも不明になっている。

#### 玩具（ギャラクシーフォース）
2004年12月28日に「GD-03」のナンバーを与えられて発売。サイズは海外版の基準ではサイズはヴォイジャークラス。付属フォースチップは「セイバートロン（デストロン）」。
スーパースタースクリームは2005年8月11日に「ユナイテッドエディション（USAエディション）」としてトイザらスで発売。付属フォースチップは「セイバートロン（デストロン）」に加え「地球（ゴールドバージョン）」。サイズは海外版の基準でスプリームクラス。

## 実写映画版
ディセプティコンのNo.2。F-22に変形。
声を担当したのは英語版がチャーリー・アドラー、日本語版が宮澤正。ゲーム版の声優は第1作目がダニエル・ロイス、第2作目は実写映画版と同じくチャーリー・アドラー、第3作目はスティーブン・ブルームが担当。
従来のデザインとは大きく変化し、体格は大柄で体色は地味になり、脚部は鳥の足に近い形状になっているなど猛禽の造型が取り込まれた。ただし、胸部に機首が来る、両腕に火器を装備している、背中に翼があるなど細部の意匠は受け継いだものになっている。
主な武装は両腕を変形させたミサイル（初代（G1）でスタースクリームが使用したものと同様のデザインとなっている）とガトリング砲、また2作目以降からは丸鋸も使用する。
従来のスタースクリームとは異なり、本シリーズ中ではメガトロンを追い落とそうとする傾向は見られず、終始残忍な卑劣漢として描かれていた。ノベライズなどでは、密かにメガトロン / Megatronに成り代わってディセプティコンのリーダーになろうと企んでおりそのためメガトロンの忠臣であるブラックアウト / Blackoutなどとは仲が悪い、というような一面も描かれているが基本的にはメガトロンに忠実である。調子に乗ってしくじる間抜けさや、メガトロンから叱責と折檻を受け卑屈に謝り倒すなど、これまでの作品におけるスタースクリームの三枚目的な一面を継承したキャラクターとなっている。
実力に関して、パワーはブラックアウトとほぼ互角とされるが、スピードでははるかに勝っている（前日譚である『ゴースト・オブ・イエスタデイ』ではブラックアウトと一騎討ちをし、圧倒している）。ジャズやアイアンハイドらも彼の力を素直に強いと認めており、実際に第1作目でもラチェットとアイアンハイドの二人を一度に相手にして互角以上の戦いを繰り広げ、空中戦では負けることがなかった。またオプティマスプライム / Optimus Primeも狡猾であるという点ではメガトロン以上に厄介な存在であると見なしているようである。
このように能力的には優秀であると認められているものの、人格上の問題から他のディセプティコンたちからはほとんど信用されずに侮られており、例えば『ゴースト・オブ・イエスタデイ』ではブラックアウトに反抗され、後日談であるコミック『The Reign of Starscream』などでは部下であったドレッドウィングやラムジェットに大々的に反乱を起こされた挙句に進行中であった計画をぶち壊しにされてしまっている（このような反乱に対して、スタースクリームは容赦なく制裁を加えている）。
玩具版のテックスペックでは知能の値が4であるが、これはシリーズ史上最低の値である。

### トランスフォーマー
フレンジーの「オールスパーク発見」の報告を合図に全兵士を招集。自身も戦闘に加わり、バンブルビーの脚部を破壊、アメリカ空軍のF-22編隊にまぎれて編隊を奇襲し次々に撃墜するなどの活躍を見せた。ディセプティコンはほぼ壊滅状態となったが、彼だけはこの戦闘を生き延びており、エンディングにて宇宙へ逃亡する姿が描かれている。
メガトロンから出会い頭に叱責を受ける場面がある。

### トランスフォーマー/リベンジ
声は同じくチャーリー・アドラーだがエフェクトが外されており、それゆえかG1のクリス・ラッタに近い演じ方をしている。前作同様、F-22に変形するが、伝説上のディセプティコンに肖り全身にオールスパークの刺青を入れるなど、デザインにも変化が見られる。その結果擬態能力が大幅に低下しており、敵である米兵たちにも「あれでは自分から正体をばらしているようなものだ」と指摘されていた。
前作で逃走した彼はサイバトロン（セイバートロン）星へ帰還。新たな兵士を召集し、土星の衛星にある拠点でメガトロンに代わってディセプティコンの指揮を執っていた。
前作と比べると出番やセリフは格段に増えているが、前作でメガトロンを置き去りにしたまま逃走したことでその怒りを買い折檻されたりするなど、よりG1のスタースクリームを思わせる姿が見られる。また、メガトロンやグラインダーとの3対1で攻めかかったにもかかわらずオプティマスに叩きのめされたりするなどの面が見られるが、戦局が不利になると傷ついたメガトロンに「Not to call you a coward master, but sometimes cowards do survive.（あなたは臆病者ではない。ですが、時には臆病者が生き延びるのです）」と逃亡を促すなど、一応はNo.2としての役割を果たしている。
なお前作での大敗の原因となったサムのことを恨んでいるのか、劇中で彼に向けてツバを吐きかけるシーンがある。

### トランスフォーマー/ダークサイド・ムーン
前作同様の姿で登場。負傷したメガトロンに揉み手でおべっかを使い、サムを精神的にも肉体的にも嬲ろうとするなど、卑劣漢としての性格がより強調されている。
地球追放を受けたオートボットたちを成層圏で待ち伏せし、彼らの乗る宇宙船ザンティウムを撃墜する戦果を挙げた。
シカゴの戦闘ではNESTのVTOL機を撃墜し、またエップスたちとはぐれたサムとカーリーにも襲い掛かったが、ホイルジャックが開発した武器を操るサムによって片目を潰されてパニックに陥り、さらに残ったもう片方の目にも爆弾を突き立てられて爆死するという末路を辿った。
ノベライズでは、センチネルプライム / Sentinel Primeの乗る宇宙船アークも撃墜したのは彼だとされており、ディーノことミラージュ / Mirageを惨殺するなどしている。

### トランスフォーマー/最後の騎士王
前々作で破壊された頭部のみになって登場。デイトレーダーによって運ばれて来たが、「これを使えば、声が戻る」という言葉に駆られたバンブルビーが試そうとしたものの効果がなかった。
その後に襲撃してきたメガトロンは、頭部を拾い上げて「古き友よ」と語りかけるシーンがある。

### バンブルビー
冒頭のサイバトロン星のシーンで、第1作目とは違い、初代（G1）に近い姿で登場。同型にはサンダークラッカー、スカイワープ、シーカーズもいる。

### トランスフォーマー・シャドウズライジング
第1作目～第3作目と同じデザインの姿で登場。

### トランスフォーマー・ザ・ライド3D
ディセプティコンのNo.2であるサブリーダーで航空参謀の航空宇宙司令官。ライド本編ではデバステーターから脱出した直後のイーバック（イーヴァック）をグラップリングフックのようなツールのワイヤーで捕縛し、捕縛してからいくつかの市街地に投げ出し、建設中の高層ビルの屋上へと連れ去る。しばらくして第1作目と同様シコルスキー・MH-53 ペイブロウを撃墜させ、再びイーバック（イーヴァック）らの前に現れるが米軍の攻撃で誘導されてしまい、オールスパークを奪うことはできなかった。

### 玩具（実写映画版）
実写映画版はボイジャークラスと、小型簡易変形版のベーシックの二種類が発売された。
リベンジ版でも同じようにボイジャークラスの他、EZコレクションが発売。色替えバージョンの海外限定のスカイワープとサンダークラッカーも登場した。
マスターピース版では、実写映画版作品キャラクターとして初めて登場している。

## アニメイテッド
ディセプティコンのナンバー2。第1話ではサイバトロンモードの姿で登場し、第3話からはアースモードとなり前進翼ジェット戦闘機に変形する。英語版の声はトム・ケニー、日本語版では『マイクロン伝説』のスタースクリームを演じた山野井仁が担当。性格設定や後に幽霊のようになるなど、初代（G1）のスタースクリームを彷彿とさせる点が多い。
性格は陰険で卑屈で自尊心の塊。オプティマスプライム（コンボイ）含むオプティマス部隊と初めて遭遇した際にメガトロン / Megatronを罠に嵌めて破壊し、ディセプティコンの新しいボスとして君臨しようとした。戦闘力もオプティマス部隊やエリートガードを寄せ付けないほど高い。だが、人望の無さから他のディセプティコンはついてこなかった。また、初代（G1）と同じくナルシストであり、日本語版では何かと「イケメン」を自称する。武器は両腕のデュアルソニックブラスター（日本語版では別名「イケメンビーム」とも言っている）。首だけになってからは口からもビームを放つ。
その後、復活したメガトロンの制裁を受け絶命するが、オールスパークの破片の力で復活し、不死身の体を得てメガトロンへの復讐に乗り出す。なお、スパーク自体は完全に消滅しており、それに伴いエネルギー反応が消失しているためトランスフォーマー（TF）たちのセンサーに感知されない。その後、自分のクローン軍団であるイケメンズを作って打倒メガトロンを目論むが、クローンたちにも裏切られた上にアイザック・サムダック博士によって首だけになってしまい、メガトロンと共に宇宙を彷徨うことになる。
最終的には再度裏切ってメガトロンの切り札であるラグナッツスプリームを自爆させ、メガトロンをはじめ、全てを一掃しようとするも、プロール（サムライプロール）に額のオールスパークの破片を抜かれてしまい完全に絶命した。なお、ラグナッツスプリームの時間切れによる自爆は、結果としてオートボットの勝利へと繋がった。
第4シーズンではスリップストリームの手によって完全復活する予定であった。
後日談を描いた「レジェンズ」の漫画版のエピローグでは上記の通りに復活し、彼女とスィンドルと共にサイバトロン星の収監所から脱走した。
口調や振る舞いは初代（G1）の海外版と同じく典型的な三枚目となっている。日本語版ではアドリブを多数織り交ぜるなどコミカルな吹き替えとなっている。
また、ビーストウォーズでランページがスタースクリームの不死身のスパークを参考にして生み出されたように、アニメイテッドではスタースクリームを拘束した際、オートボットはその飛行能力と戦闘能力に着目して、合体戦士セーフガード / Safeguardを生み出した。

### 玩具（アニメイテッド）
2010年3月27日に「TA-07」のナンバーを与えられて発売。バンブルビーとのセット箱「セットB」も発売されている。サイズは海外版の基準でボイジャー（VOYAGER）。開発担当は国弘高史、アクティベイター版は江島多規男。
10月2日にアクティベイター版がバンブルビー、アイアンハイド、グリムロックとのセット箱「アニメイテッドスーパーコレクションvol.2」で発売。

## プライムシリーズ
『超ロボット生命体 トランスフォーマー プライム』および続編の『トランスフォーマー アドベンチャー』に登場。ディセプティコンに属しており肩書きは航空参謀。日本語版の声は『プライム』では鶴岡聡、『アドベンチャー』では過去に『ギャラクシーフォース』でサイバトロンの戦士であるエクシリオン（後にバンガードチームのリーダーであるエクシゲイザーに強化）を演じた平川大輔、原語版では共通してスティーヴン・ブルームが演じる。後退翼を備えたF-16風の戦闘機に変形し、『アドベンチャー』の劇中では変形しなかったが、玩具では前翼式のエイリアンジェットに変形する。
ディセプティコンのナンバー2であり、メガトロンに代わって指揮を執ることが多い。赤とシルバーを基調としたカラーリングに、長身痩躯の体格と鋭く尖った顎が特徴的である。武器は両腕のカギ爪とミサイル、そしてブラスター。細身な体型だけあって腕力も弱くオートボットたちとの直接対決では圧倒されがちであるが、ビークルモードでの空中戦能力は非常に高く、第52話（シーズン2最終話）ではジェットビーコンジェネラルたちを率いてホイルジャックの駆るジャックハンマーを撃墜している。
「一番の武器はこのオツム」と自負する通り、策略にかけては殊に才能を発揮するが、詰めが甘いので失敗が多く、自分の策が自分へ跳ね返る局面もしばしば。野心家ではあるものの本性はとても臆病かつ卑屈で人望もなく、リーダー就任演説ではビーコンたちから不安がられ、蘇生させたスカイクエイクには侮られ、かつてメガトロン謀殺のために結託したメディックノックアウトからも「リーダーになるの無理なんじゃないですか？」と言われてしまっている。
シーズン1では、メガトロンを蹴落とし、念願の破壊大帝の座を手にした。オートボットを倒そうと様々な作戦を講じたが失敗続きでうまくいかず、メガトロンの復活後は徹底的に折檻された上に処刑されかけてしまう。改心しようとしたものの、エアラクニッドがメガトロンの腹心に収まったことにより居場所を失い、ディセプティコンを離脱してしまった。
シーズン2では、手を組んだはずのメックから裏切られてトランスフォームコグを抜き取られてしまう。その後は離脱したエアラクニッドと結託しようとして裏切られたり、第36話で自身のクローン軍団を製作してメガトロンへ嗾けたり、遺産争奪戦ではレッドエネルゴンとエイペックスアーマーを手に入れたりと、全般において暗躍し続けた。なお治療を目当てにディセプティコンの内部情報をオートボットたちへ提供したり、シーズン1で見逃してもらったアーシーを助けたりとオートボットに対して協力する場面もあった。シーズン2終盤ではオートボットたちから全てのオメガキーを奪い、これを手土産にディセプティコンへ復帰し、メディックノックアウトの施術によりトランスフォームコグも戻されている。
日本未放送のシーズン3『Beast Hunters（ビーストハンターズ）』では、各地に散ったオートボット追跡の指揮を任される。帰還した科学参謀ショックウェーブと張り合う場面も見られた。
また、ドジを見せることも多くなり、功を焦って人間の罠にまんまと嵌まる、単純な隠蔽工作にひっかかる、第3話（通算第55話）で拠点としていたハーベンジャーもオートボット再起のきっかけにされ、メディックノックアウトが回収したエイペックスアーマーを第6話（通算第58話）でミコに奪われてボコボコにされる、とやる気が空回りして散々な目にあっている。捕えたホイルジャックの拷問も担当するがまんまと逃げられ、付けておいた発信機も逆に利用されてしまったが、最後まで処刑されることはなかった。
第8話（通算第60話）において、サイラスを実験体に合成エネルゴンを投与する実験を行っているメディックノックアウトから話を聞いていたらしく、事情を知った上で忠実な超人兵を作るためにダークエネルゴンを投与するも失敗、テラーコン化し騒動を引き起こした。その間に彼と友情が芽生えたように見えたが、メガトロンに責任を問われた際に、今までのこと全てに罪を擦り付けて裏切っている。しかしその結果としてポッドに幽閉されていたエアラクニッドの脱走と船内のインセクティコン全てと多数のビーコン兵を失うという失敗をしてしまい、続く第9話（通算第61話）でメガトロンにそのことを言われていた。
プレダコン（プレダキング）の教育も任されていたが、自分の地位を脅かしかねないショックウェーブとプレダキングを非常に嫌っており、しょっちゅう当たり散らすためロクに言うことを聞かせられていない。
なお第4話（通算第56話）において重傷を負ったメガトロンに対して、シーズン1のように見捨てたりせず撤退を促すなど、ナンバー2としての役目もきちんと果たしており、それ以降もメガトロン、ひいてはディセプティコン全体のために働くようになっている。一方で成果を上げ続けるショックウェーブへの対抗心からか迂闊で詰めの甘い行動も目立ったが、第13話（通算第65話、シーズン3最終話）での最終決戦においてメガトロンが倒された際、激しく取り乱しオートボットに襲い掛かり仇を取ろうとするなど、シーズン2以前では考えられないほどの忠誠心を見せた。その後にショックウェーブと共に脱出ポッドで脱出した。
最終シーズンで完結篇の『Predacons Rising（プレダコン・ライジング）』では、メガトロンが倒された後に自身がニューリーダーになろうとしており、懲りていなかった。ショックウェーブと共にプレダキングに代わるプレダコン、ダークスティールとスカイリンクスも作った。その後ユニクロンの力で復活したメガトロンに戸惑い、ショックウェーブと別れ単独で行動し、捕虜となっていたメディックノックアウトを救出しネメシスの奪還を試みたが、彼に裏切られイモビライザーも奪われてしまった。戦いが終わり、メガトロンが宇宙の彼方に飛び去って行った後は、ダークマウント跡地に行きディセプティコンのリーダーになろうと企むが、日頃から見下してきたプレダキング、ダークスティール、スカイリンクスによって襲われるシーンで終わった。
自衛隊の兵器に変形できるトランスフォーマーであり、初代のブリッツウイング（74式戦車）、スーパーリンクのブロウルとスィンドル（87式自走高射機関砲）、実写版玩具シリーズのブラジオン（90式戦車）に続き5体目となる。
日本版では一人称は「俺」で、変形時の掛け声のテンションがやたらと高く、セリフが格段に増えている。WEB限定の番宣では頻繁に母親らしき相手と電話で話したり、おまけコーナーである『アームズマイクロン劇場』では第6話で登場した手製の絵葉書によると国立在住となっており、第16話ではイラストを担当した。公式人気投票のキャラクター部門では1位（91票）を獲得し、トイ部門では6位（41票）を獲得した。
パートナーのアームズマイクロンは、プラズマカノンからイーグルへ変形するグル。スタースクリーム同様仕切りたがりの野心家で、ディセプティコンアームズマイクロン部隊のリーダーになろうとする。が、臆病さも同様であり、本来のリーダーであるゴラII（ツー）からはしばしば制裁され、他のメンバーからも「ナンバー2どまり」と評されている。
続編より始まる『アドベンチャー』ではシーズン2『マイクロンの章』第16話（第42話）から登場。外見こそ『初代』アニメシリーズや前日談『War for Cybertron（トランスフォーマー: ウォー フォー サイバトロン）』に酷似しているが、その正体は前作『プライム』のスタースクリームと同一人物である。前作の最終シーズンで完結篇である『Predacon Rising（プレダコン・ライジング）』の終盤、要塞ダークマウント跡地でこれまで見下してきたプレダコンたち（プレダキング、ダークスティール、スカイリンクス）のお礼参りを受け、ダークマウント内を必死に逃げ回っているうちに秘密の武器庫に偶然逃げ込み、そこにあった防衛システム（警備システム）でダークスティールとスカイリンクスを返り討ちにした（ただし、プレダキングは出なかったためどうなったかは不明だが、恐らく逃げたと思われる）。この一件を「自分が勇猛果敢に立ち向かいプレダコンたちを討ち取った」と誇張している。その後、武器庫を粗捜ししているときに容器に入れられたハイパーマイクロンたちを見つけ、彼ら7体の力を一つにするハイパーサージモードの力を使い、ディセプティコンを解散して自分を見捨てた主君メガトロンへの復讐と、彼が成し遂げられなかった宇宙制覇を成し遂げようと目論んだ。だが、ハイパーマイクロンたちは容器に出した途端脱走してしまい、傭兵3体を雇い彼らの行方を追った。その際、宇宙制覇には逞しいボディが必要だと考え、戦前のボディに再フォーマットしたことが第18話（通算第44話）の回想で明かされた。第16話（通算第42話）にて先に地球に飛来したシェードロックからハイパーマイクロンたちが地球にいることを知り、第17話（通算第43話）にて地球に再来、クロートラップからかつて主君メガトロンが使用していたダークエネルゴンセイバーを奪い取った。そしてシェードロックたちが間違えて捕らえてきたフィクシットたちの口からバンブルビーが再び地球に来ていることを知り、彼を人質とした。第18話（通算第44話）までにトリケラショット以外の6体の捕縛に成功、さらに第19話（通算第45話）でトリケラショットを捕縛して彼らのボディごとパワーを吸収し、ハイパーサージモードとなる。その圧倒的な力でオートボットを蹂躙しようとするも、一瞬の隙を突かれてエアロボルトを解放されてしまい、そのエアロボルトと合体したオプティマスプライムと死闘を繰り広げた。最後はチーム・バンブルビーの作戦によって残る6体とも分離させられ、力尽きたところを拘束され、オプティマスプライムによってサイバトロン星へと連行された。武器は前作と同じく両腕のブラスターと鉤爪だが、劇中では使用しなかった。また、第17話（通算第43話）にてダークエネルゴンセイバーを入手している。
また、唯一ビークルモードを披露しなかったスタースクリームは彼が初めてである。

### 玩具（プライムシリーズ）
2012年にアームズマイクロンシリーズ（海外版のヴォイジャークラスに相当）とファーストエディション（デラックスクラスに相当）、そしてEZコレクションなどの玩具がそれぞれ発売された。
ファーストエディション版の塗装を変更した日本限定品としてスカイワープ、サンダークラッカーが発売されている。ビーストハンターズ版の玩具もファーストエディション版のそれを改修したものとなっている。

## サイバーバース
『トランスフォーマー サイバーバース』に登場。ディセプティコンに属しており航空部隊シーカーズのリーダー。デルタ翼機に似た戦闘機に変形する。日本語版の声は『プライム』で同役を担当した鶴岡聡、原語版ではビリー・ボブ・トンプソンが演じる。武器は両腕のビーム砲の他、主翼を取り外したブーメラン、腹部から大量のミサイルを放つ「ランチャーストライク」がある。
野心が強くメガトロンに逆らうことが多い。シーズン2でリーダーから降ろされ、その恨みもありメガトロンに重傷を負わせニューリーダーを自称するが、復活したメガトロンに返り討ちにされ解雇される。解雇後、密かに主だったシーカーズを掌握し、オールスパークとベクターシグマを盗み出す。シーズン2第12話でオールスパークとの融合に成功するもオプティマスプライムのマトリクスの光によって分離させられ、オートボットに捕らわれる。シーズン2第16話で脱獄し、クロートンに掴まったままどこかへ飛び去る。

## Shattered Glass
ボットコン2008限定玩具シリーズ「Shattered Glass」に登場。オートボットとディセプティコンの善悪が反転したパラレルワールド「シャッタードバース」における、平和を愛するディセプティコンのNo.2である。メガトロンとはオートボットの襲撃から助けられて以来の仲で、彼に忠誠を誓っている。カラーリングや座右の銘は、初代（G1）におけるスタースクリームの旧友であるスカイファイアーに準じたものになっており、玩具はギャラクシーフォース版の仕様変更品。

## 逸話
タカラトミーのトランスフォーマー開発担当・蓮井章悟は数多くのスタースクリームを担当したことから、「ミスタースタースクリーム」と呼ばれている。